# Фордо (деревня)
Фордо (перс. فردو‎) — деревня в сельском округе Фордо, уезде Кахак, в иранском остане Кум; бывшая столица округа. Центр сельского округа перенесен в село Дастгерд. Находится недалеко от священного города шиитов Кум. Завод по обогащению урана «Фордо» находится недалеко от деревни и назван в честь неё.

## Демография
На момент национальной переписи населения 2006 года население деревни составляло 732 человека в 230 домохозяйствах, когда она относилась к округу Нофель Лошато  округа Кум. Следующая перепись, проведенная в 2011 году, насчитала 667 человек в 227 домохозяйствах. По данным переписи 2016 года, численность населения деревни составляла 839 человек в 303 домохозяйствах. Это была самая густонаселенная деревня в своем сельском округе.
После переписи округ был отделен от уезда, образован уезд Кахак, и переименован в Центральный округ. Сельский округ был передан новообразованному округу Фордо..
Форду (варианты названия: Фордо, Фурду или Фарду) — деревня с более чем 100 домами. Расположена у верховья реки Фурду. Фордо находится в 26 милях к югу от Кума. Фордо расположен в глубокой долине между вершинами Хасан Ака и Фурду.
В селе Фордо, как полагают, находится самый большой процент убитых бойцов в Ирано-Иракской войне (1980 по август 1988 года).

## Атомная электростанция
В сентябре 2009 года стало известно, что тут находится завод по обогащению топлива Фордо, второй завод по обогащению урана, расположенный недалеко от деревни. Объект обогащения стал целью израильских ударов по Ирану в июне 2025 года.